# 龙凤镇 (大庆市)
龙凤镇，是中华人民共和国黑龙江省大庆市龙凤区下辖的一个乡镇级行政单位。

## 行政区划
龙凤镇下辖以下地区：
永泉社区、前进村、刘高手村、向阳村、英勇村、久青村、建兴村、铁东村和保田村。